# William Molyneux

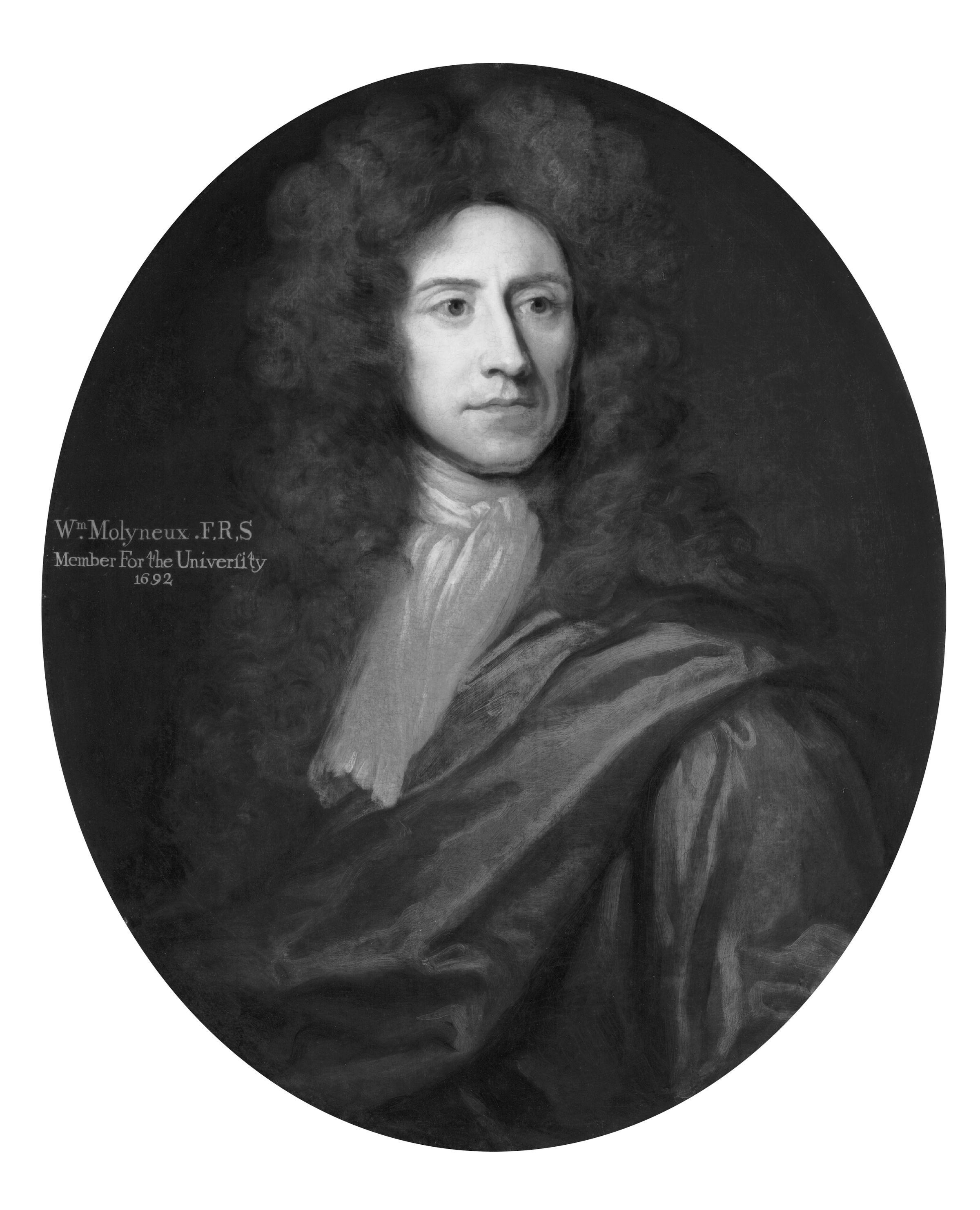
William Molyneux porträtiert von Godfrey Kneller

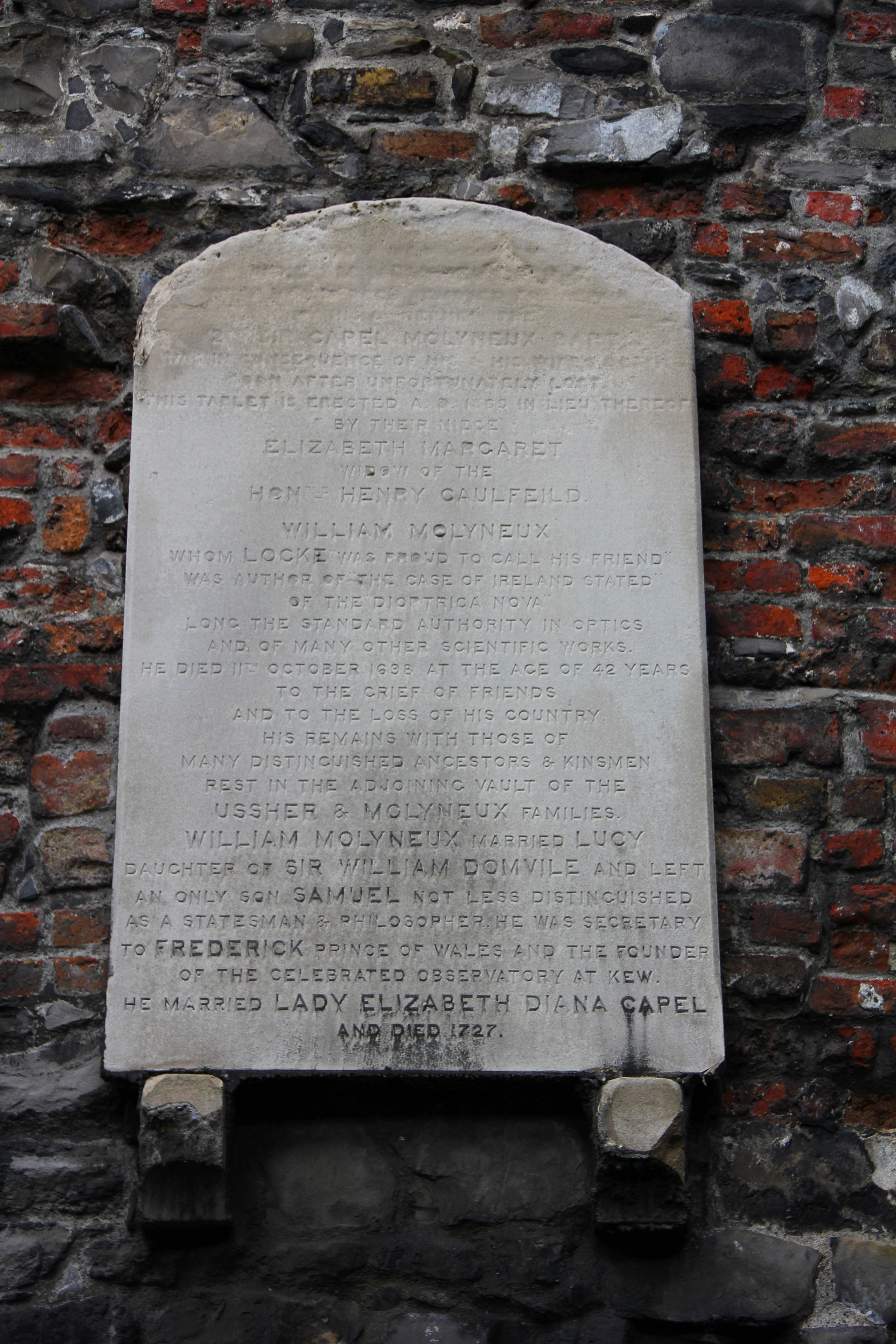
Epitaph für William Molyneux in der Portlester Chapel der St. Audoen’s Church in Dublin

William Molyneux (* 17. April 1656 in Dublin; † 11. Oktober 1698 ebenda) war ein irischer Naturphilosoph und Politiker. Das von ihm 1688 gegenüber John Locke aufgeworfene Molyneux-Problem wird bis ins 21. Jahrhundert hinein diskutiert.

## Leben
William war das zweite von fünf Kindern von Samuel (1616–1693) und Anne Dowdell. Der Vater war wohlhabender Landbesitzer, Jurist und politischer Autor. Der Sohn aus anglikanischem Haus besuchte ab 10. April 1671 das Dubliner Trinity College und geriet so in Kontakt mit den führenden wissenschaftlichen Debatten seiner Zeit. Er erlangte seinen Bachelor am 27. Februar 1674. Anschließend studierte er von 1675 bis 1678 Recht in London.
Dank des väterlichen Vermögens war Molyneux finanziell unabhängig und hatte ab 1684 verschiedene politische Funktionen inne. 1685 wurde er Mitglied der Royal Society und ab 1692 zweimalig Angehöriger des irischen Parlaments.
William Molyneux heiratete in Dublin am 19. September 1678 die Lucy Domville (1660–1689), es war die jüngste Tochter des Sir William Domville, einem Generalstaatsanwalt von Irland, attorney-general for Ireland. Das Paar hatte drei Kinder. Das Erwachsenenalter erreichte nur ein Sohn, Samuel, der später Astronom und Mitglied des britischen Parlaments wurde.
Er übersetzte Werke von René Descartes während der Winterzeit zwischen 1679 und 1680, die er unter dem Titel Six Metaphysical Meditations in dem darauffolgenden Frühling 1680 veröffentlichte. Molyneux begann eine ausgiebige Korrespondenz mit John Flamsteed und erläuterte etwa auch, im September 1681, wie schwierig wissenschaftliches Tun in Irland sei.
Er liegt in der St. Audoen’s Church in Dublin begraben. Dort erinnert auch ein Epitaph an ihn.

## Werk
Der Naturphilosoph publizierte 1680 eine einführende Übersetzung zum Werk von René Descartes und beteiligte sich ab 1682 zusammen mit Roderic O’Flaherty (1629–1716/18) am Atlas-Projekt von Moses Pitt (ca. 1639–1697). Molyneux gründete 1683 die Dublin Philosophical Society, in welcher er sich vor allem für naturwissenschaftliche Themen, insbesondere für die Optik, einsetzte und publizierte in den Folgejahren einige Werke zu naturwissenschaftlichen und philosophischen Themen. 1690 schrieb er als Reaktion auf das im gleichen Jahr erschienene An Essay Concerning Human Understanding einen Brief an John Locke, in dem er das so genannte Molyneux-Problem aufwarf.
Eine politische Kontroverse löste The Case of Ireland’s being Bound by Acts of Parliament in England, Stated aus dem Jahr 1698 aus. Die darin thematisierten historischen, rechtlichen und politischen Fragen im Verhältnis Irlands zu Großbritannien, etwa Gesetze des Englischen Parlaments zum Nachteil des Irischen Wollhandels, waren hoch umstritten. Molyneux setzte sich damit für die Autonomie des irischen Parlaments ein und vertrat die Position, das Irland ein England gleichgestelltes Königreich sei. Während Molyneux von amerikanischen Patrioten, die ihre eigenen Auseinandersetzungen mit der britischen Krone austrugen, häufig zitiert wurde, stufte das House of Commons das Werk als Bedrohung der britischen Autorität in Irland ein.

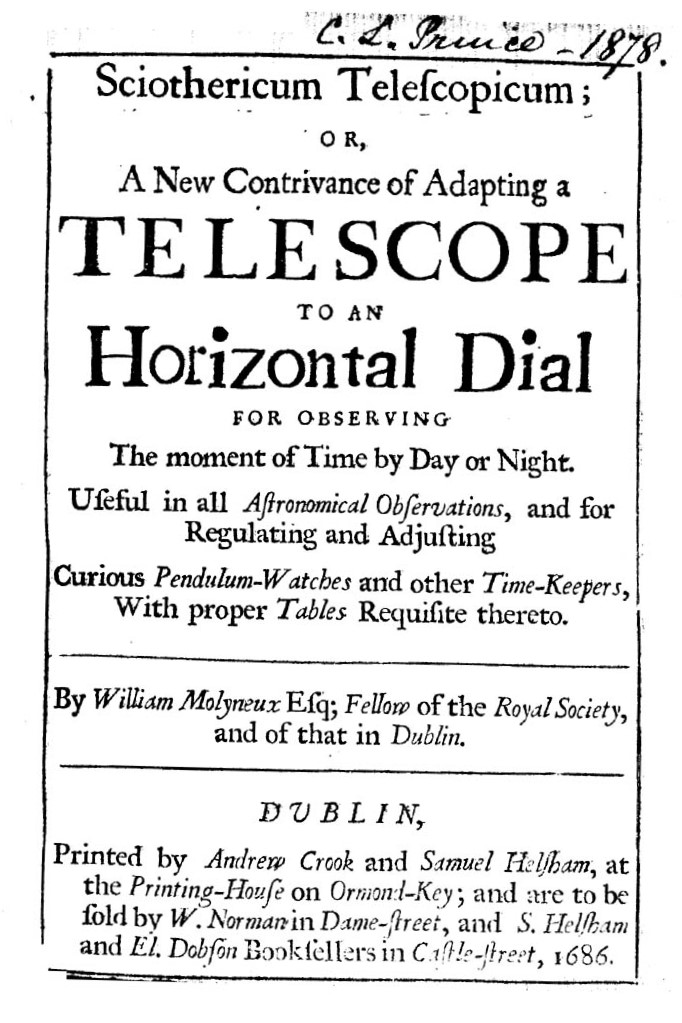
Sciothericum telescopicum, or A new contrivance of adapting a telescope to an horizontal dial for observing the moment of time by day or night, 1686

## Schriften (Auswahl)
- Teilübersetzung von Gottfried Leibniz: Unicum opticae catoptricae et dioptricae principium. In: Acta eruditorum, Juni 1682, S. 185–190.
- Sciothericum telescopicum; or, a new contrivance of adapting a telescope to an horizontal dial for observing the moment of time by day or night. Dublin 1686 (Digitalisat).
- Dioptrica nova; A treatise of dioptricks in two parts, London 1692. Digital-Faksimile der Linda Hall Library, Kansas City, Missouri.
- The Case of Ireland being bound by Acts of Parliament in England, Stated. 1698.